# スンハン
スンハン（英: Xnghan、2003年10月2日 - ）は韓国の歌手。男性アイドルグループ・RIIZEの元メンバー。SMエンタテインメント所属。本名はホン ･ スンハン（朝: 홍승한、英: Hong Seunghan、漢：洪承漢）。XngHan&Xoulとしても活動。

## 来歴

### 生い立ち
2003年10月2日、韓国・高陽市で生まれる。芸能人が多く通う韓国の高校・ソウル公演芸術高等学校 実用音楽科の入試の際に、学校の外でSMエンタテインメントからキャスティング提案を受けて入社した。

### SMルーキーズ（2022年）
7月2日、日本人練習生のショウヘイや、後に同じグループのメンバーとしてデビューするウンソクとともに、SMエンタテインメントのプレデビューチーム・SMルーキーズのメンバーとして公開された。
11月17日より、日本テレビで放送されたNCTの冠番組『What's NCT!? 〜welcome to NCT Universe〜』に出演。

### RIIZE（2023年 - 2024年）

#### RIIZEデビュー
2023年1月25日、『What's NCT!? 〜welcome to NCT Universe〜』の最終話にて、ウンソク・ショウヘイとともに、デビューが発表された。
5月24日、SM新人ボーイズグループに合流することが発表された。同じSMルーキーズのウンソクや、NCTとして活動していたショウタロウとソンチャンも合流する。
8月1日、RIIZEのメンバーとして、正式に公開された。
8月30日、練習生時代のスンハンとみられる男性が、ある女性とキスをする写真が流出し謝罪。
9月4日、RIIZEが1stシングルアルバム「Get A Guitar」をリリースし、デビュー。
11月22日、過去のライブ配信での不適切な発言や、未成年時とみられる路上喫煙の写真など、新たなSNS流出騒動を受けて、本人の意向によりグループ活動の無期限活動中断が発表された。休止発表後は、公式Instagramのハイライト投稿が削除され、10月から始まったRIIZEのYouTube新コンテンツも、スンハンが映らないように編集された。

#### グループ脱退
2024年10月11日、無期限で活動休止していたスンハンが、11月より順次活動を再開することを発表。しかし、復帰発表後、ファンから反発の声が上がり、同月13日、本人の申し出によりグループ脱退が発表された。
11月15日、2025年下半期にソロアーティストとしてデビュー予定であることが発表され、Instagramアカウントを開設した。

### ソロとして（2025年 - ）
2025年6月9日、7月末にソロデビューすることが発表された。また、無限の可能性と幅広いクロスオーバーの意味を持つ「X」を活用し、自身の英語名の表記を「XngHan」に変更。今後は「XngHan&Xoul（スンハン アンド ソウル）」というアーティストブランドのもと、音楽・パフォーマンス・スタイリング・アートワークなど、さまざまな分野で活躍するクリエイター「ソウル（Xoul）」と共に、クルーの形態で活動していくという。
7月31日、「XngHan&Xoul」名義で、シングル「Waste No Time」をリリースしデビュー。

## 作品
|                               | 配信日                        | タイトル                      | 規格                          | 収録曲                                   |
| SMエンタテインメント レーベル | SMエンタテインメント レーベル | SMエンタテインメント レーベル | SMエンタテインメント レーベル | SMエンタテインメント レーベル            |
| ----------------------------- | ----------------------------- | ----------------------------- | ----------------------------- | ---------------------------------------- |
| 1st                           | 2025年7月31日                 | Waste No Time                 | CD                            | 収録曲 1. Waste No Time 2. Heavenly Blue |

## 出演

### テレビ番組
- What's NCT!? 〜welcome to NCT Universe〜（2022年11月17日 - 2023年1月25日、日本テレビ）[4]

### 雑誌
- 「WWD KOREA」夏号（2023年）[3]

## 公演
- SMTOWN LIVE 2022 : SMCU EXPRESS @HUMAN CITY_SUWON（2022年8月20日、水原ワールドカップ競技場）[27]
- SMTOWN LIVE 2025 [THE CULTURE, THE FUTURE] in TOKYO（2025年8月9日・10日、東京ドーム）